# Eric Palmquist
Erik Oscar Palmqvist född 19 maj 1908 i Växjö, död 13 september 1999 i Bollnäs, var en svensk illustratör och konstnär.

## Biografi
Palmquist var autodidakt och gjorde flera studieresor i Europa. Han ägnade sig främst åt landskaps- och figurmåleri i olja och tempera och arbetade i en stram, detaljarbetad linjestil, grundad på omsorgsfulla naturstudier.
Han har utfört illustrationer i tidningar och böcker, och var främst känd som illustratör i Svenska Dagbladets söndagssida där han var delaktig sedan 1930-talets slut och i Dagens Nyheter sedan 1955. Han har bland mycket annat illustrerat Kalle Blomkvist och Rasmus av Astrid Lindgren och Den siste mohikanen, samt den amerikanska utgåvan av Frithiofs saga. Han har också formgett flera av de svenska sedlar och en minnessedel som gavs ut i mitten av 1900-talet.

## Priser och utmärkelser
- 1968 – Elsa Beskow-plaketten[2]
- 1976 – Knut V. Pettersson-stipendiet